# Moshkan
Moshkān (farsi مشکان) è una città dello shahrestān di Neyriz, circoscrizione di Poshtkoh, nella provincia di Fars. Aveva, nel 2006, una popolazione di 4.630 abitanti. 